# Spiral – The Ring II
Spiral – The Ring II (jap. らせん, Rasen, wörtlich: „Spirale, Helix“) ist ein Roman von Kōji Suzuki aus dem Jahr 1995. Er ist die Fortsetzung auf The Ring und der zweite Teil der Ring-Trilogie. In dem Roman geht es um ein Virus, das sich mithilfe eines Videobandes ausbreitet.
Der Film Rasen erschien zeitgleich mit der Verfilmung Ringu des ersten Buches am 31. Januar 1998.

## Inhaltsangabe
Der Pathologe Mitsuo Ando muss seinen alten Studienkollegen Ryuji Takayama obduzieren. Während der Autopsie findet er ein seltsames Geschwür an Ryujis Kehle und in seinem Herzen sowie einen mysteriösen Zettel in seinem Bauch, auf dem die Zahlen 1 7 8 1 3 6 stehen. Schließlich findet Ando heraus, dass dieser Code das Wort „Ring“ ergibt. Doch nicht nur dieser Zettel, der eine Botschaft des toten Ryujis zu sein scheint, gibt ihm Rätsel auf, auch das Geschwür, das den Herzinfarkt ausgelöst hat, bleibt ihm unerklärlich. Nach und nach kommt Ando durch einen Bericht von Asakawa Kazuyuki hinter die Ereignisse von The Ring – und er findet heraus, dass Asakawas Theorie falsch war: Obwohl seine Frau und Tochter das Video kopierten und seinen Schwiegereltern zeigten, sind sie gestorben. Asakawa ist seitdem nicht mehr ansprechbar.
Doch nicht nur das Rätsel um das Video lässt Ando keine Ruhe, sondern auch das Verschwinden von Ryujis Assistentin Mai Takano, in die er sich verliebt hat. Diese war eine Woche vor ihrem Verschwinden auf eine Kopie des Videos gestoßen und hatte es sich angesehen. Die Situation wird noch mysteriöser, als plötzlich eine Frau in Mais Wohnung lebt, die sich als Mais Schwester Masako ausgibt. Mit dieser beginnt Ando eine leidenschaftliche Liebesaffäre.
Inzwischen finden seine Kollegen heraus, dass ein Virus die Todesursache des Fluches ist: das so genannte Ring-Virus. Dieses scheint eine Verschmelzung aus dem Pocken-Virus und Sadako Yamamuras DNA zu sein und sich durch die Sinneseindrücke, die beim Ansehen des Videos entstehen, im Körper zu bilden. In Ryujis Ring-Viren finden sie zudem eine seltsame Basenfolge, die sich als ein weiterer Kode entpuppt und darauf hindeutet, dass das Virus mutiert ist. Zu spät erkennt Ando, dass das Virus eine neue Verbreitungsform gefunden hat: Asakawas Bericht. Somit ist er selbst auch infiziert. Und nicht nur das – Asakawas Bruder will den Bericht nun als Buch veröffentlichen. Doch er findet keine Zeit, dagegen etwas zu unternehmen. Wie sich herausstellt, wurde Mai durch das Ring-Virus schwanger und brachte eine Wiedergeburt Sadakos zur Welt. Und diese ist niemand anderes als Masako. Von ihr erhält Ando schließlich ein Angebot, das er nicht ablehnen kann. Doch dafür soll er das Virus nicht aufhalten und zudem Ryuji mit Sadakos Hilfe wiedererwecken. Somit wird die Menschheit bald von der Gattung Sadako Yamamura verdrängt werden.

## Titel
Spiral leitet sich von der DNA-Spirale ab. Die Metapher der Spirale wird zudem im Buch für zwei umschlungene Schlangen benutzt (der Ring-Virus wird seinerseits später mit Schlangen verglichen).

## Fortsetzungen
Die Ring-Trilogie wird mit Loop abgeschlossen. Die Handlung von Spiral wird zudem durch die Kurzgeschichte Der im Himmel treibende Sarg aus the ring 0: birthday ergänzt.

## Verfilmungen
Es gab zwei Verfilmungen von Spiral, eine Kinofassung von 1998 sowie eine Fernsehserie, die 1999 erschien.